# 民党
民党（みんとう）とは、明治時代の日本において自由民権運動を推進した自由党・立憲改進党などの民権派各党の総称。主に帝国議会開設から日清戦争の頃にかけて使われた。政界が二大政党に収斂されていくにしたがって使用されることは減っていったが、その後も「民衆代表政党」の意味を込めて大正期まで使用された。

## 概要
第1回衆議院議員総選挙で合計すると、衆議院の過半数を制した自由党（当時は分裂状態にあり、大同団結運動を経て再統合される）や立憲改進党などの民権派各党は、世論の意思は自分たちにあると捉えて、政府を帝国議会から超然した物として帝国議会から切り離そうとする超然主義を掲げる政府及びその同調者と見られた保守系政党（大成会など）との対決姿勢を強めた。彼らは自分達こそが国民・民衆の代表であるとする意識から、「民党」という言葉を用い、他方自分たちへの反対勢力を政府官吏と癒着した勢力と看做して「吏党」と呼んで卑下した。中江兆民の伝記を書いた幸徳秋水の説によれば、中江が立憲自由党（自由党再統合のための受け皿となった政党、後に「自由党」と改称）の機関紙『立憲自由新聞』の中で「民党・吏党」という呼称を用いたのが広まったとする説を唱えている。
民党は「民力休養・政費節減」を掲げて、政府と対決姿勢を示した。これに対して政府は第2回衆議院議員総選挙の際に大規模な選挙干渉を行って民党の壊滅を計画するも、逆に大敗北を招く結果となった（民党は落選者を続出させて過半数を割り込んだものの、その後の路線を巡って吏党から離脱した同盟倶楽部が民党側に参加したため、民党は過半数を回復させた）。
ところが、日清戦争や条約改正を巡って自由党と第2次伊藤内閣は協調関係に入り、却って立憲改進党と吏党が連携してそれを攻撃するという構図が形成されて民党に亀裂が生じた。逆に第2次松方内閣では立憲改進党の後身である進歩党との事実上の連立政権（松隈内閣）が形成されてこれを自由党が攻撃するという構図も形成される。これによって民党のみならず、対立軸であった筈の吏党側にも動揺が走り、民党・吏党が入り乱れた政党再編の流れが強まった。それでも、犬養毅（立憲国民党非改革派→革新倶楽部）などの様にあくまでも民衆の代表であるという意識から「民党」という言葉に拘る政治家も存在したが、やがて自由党系と伊藤博文系官僚による立憲政友会と立憲改進党系と桂太郎派による立憲同志会（後の憲政会→立憲民政党）の二大政党に収斂されていくにつれて、民党という言葉は過去のものとなっていった。